# John Davis (producteur)
Pour les articles homonymes, voir John Davis et Davis.
John Davis, né le 20 juillet 1954 est un producteur américain né à Denver, dans le Colorado (États-Unis).
Il est le fondateur de la société de production Davis Entertainment.

## Filmographie

### Cinéma
- 1987 : Predator
- 1987 : Trois heures, l'heure du crime (Three O'Clock High)
- 1988 : Plein pot (License to Drive)
- 1989 : Little Monsters
- 1990 : Un cadavre sur les bras (Enid Is Sleeping)
- 1990 : L'Enfer bleu (The Last of the Finest) de John Mackenzie
- 1990 : Predator 2
- 1991 : Troubles (Shattered)
- 1992 : Storyville
- 1993 : Fortress
- 1993 : La Firme (The Firm)
- 1993 : Nashville Blues (The Thing Called Love)
- 1993 : Les Grincheux (Grumpy Old Men)
- 1994 : Deux doigts sur la gâchette (Gunmen)
- 1994 : Ri¢hie Ri¢h
- 1995 : La Proie (The Hunted)
- 1995 : Denise au téléphone (Denise Calls Up)
- 1995 : Waterworld
- 1995 : The Grass Harp
- 1995 : Les Grincheux 2 (Grumpier Old Men)
- 1996 : À l'épreuve du feu (Courage Under Fire)
- 1996 : L'Héritage de la haine (The Chamber)
- 1996 : Daylight
- 1997 : La Croisière aventureuse (Out to Sea)
- 1997 : Lewis & Clark & George (en)
- 1997 : Bad Manners
- 1998 : Digging to China
- 1998 : Dr. Dolittle (Doctor Dolittle)
- 1999 : The Settlement
- 1999 : Allô, la police ? (Dudley Do-Right)
- 1999 : Rites of Passage (en)
- 2000 : Labor Pains
- 2001 : Beautés empoisonnées (Heartbreakers)
- 2001 : Dr. Dolittle 2
- 2001 : En territoire ennemi (Behind Enemy Lines)
- 2002 : 7 jours et une vie (Life or Something Like It)
- 2002 : Bienvenue à 29 Palms (29 Palms)
- 2003 : Happy Hour
- 2003 : École paternelle (Daddy Day Care)
- 2003 : Lune de miel en enfer (Devil's Pond)
- 2003 : Paycheck
- 2004 : Garfield le film (Garfield)
- 2004 : I, Robot
- 2004 : Alien vs. Predator (AVP: Alien vs. Predator)
- 2004 : Des étoiles plein les yeux (First Daughter)
- 2004 : Fat Albert
- 2004 : Le Vol du Phœnix (Flight of the Phoenix)
- 2005 : At Last
- 2006 : Terreur sur la ligne (When a Stranger Calls)
- 2006 : Docteur Dolittle 3 (Dr. Dolittle 3) (vidéo)
- 2006 : Garfield 2 (Garfield: A Tail of Two Kitties)
- 2006 : Eragon
- 2007 : Norbit
- 2007 : École paternelle 2 (Daddy Day Camp)
- 2007 : Les Femmes de ses rêves (The Heartbreak Kid)
- 2010 : Predators
- 2011 : Monsieur Popper et ses pingouins (Mr. Popper's Penguins)
- 2015 : Agents très spéciaux : Code UNCLE (The Man from U.N.C.L.E.)
- 2015 : Docteur Frankenstein
- 2018 : Game Night de John Francis Daley et Jonathan Goldstein
- 2018 : The Predator de Shane Black
- 2019 : Shaft de Tim Story
- 2019 : Dolemite Is My Name de Craig Brewer
- 2021 : Jungle Cruise de Jaume Collet-Serra
- 2022 : Prey de Dan Trachtenberg
- 2024 : Uglies de McG
- 2025 : Vol à haut risque (Flight Risk) de Mel Gibson
- 2025 : Predator: Killer of Killers de Dan Trachtenberg
- 2025 : Predator: Badlands de Dan Trachtenberg

### Télévision

#### Téléfilm
- 1990 : Dangerous Passion (TV)
- 1990 : Curiosity Kills (TV)
- 1990 : Silhouette (TV)
- 1992 : Wild Card (TV)
- 1993 : Voyage (TV)
- 1993 : Défense traquée (Caught in the Act) (TV)
- 1994 : Un amour oublié (This Can't Be Love) (TV)
- 1994 : The Last Outlaw (en) (TV)
- 1994 : One Christmas (TV)
- 1997 : Asteroïde : Points d'impact (Asteroids: Deadly Impact) (TV)
- 1997 : Le Réveil du volcan (Volcano: Fire on the Mountain) (TV)
- 1998 : Miracle at Midnight (TV)
- 1999 : The Jesse Ventura Story (TV)
- 2000 : Little Richard (TV)
- 2001 : Sunk on Christmas Eve (TV)
- 2002 : Bobbie's Girl (TV)
- 2005 : Nadine in Date Land (TV)
- 2005 : Calvin et Tyco (Life Is Ruff) (TV)
- 2007 : Jump in! (Jump In!) (TV)

#### Série télévisée
- 2013-... Blacklist (The Blacklist)